# Gabriella Håkanssonová
Gabriella Håkanssonová (* 1968) je švédská spisovatelka. Pracovala jako kulturní publicistka, psala literární kritiku pro švédský deník Dagens Nyheter. Vydala mnoho povídek a několik románů, z nichž nejnovější Mozkoman byl přeložen do češtiny.

## Dílo v češtině
- Mozkoman, Kniha Zlín, 2009, překl. Anežka Kuzmičová, ISBN 978-80-87162-27-9